# Писаревка (Могилёвская область)
Пи́саревка (бел. Пісараўка) — посёлок в составе Черноборского сельсовета Быховского района Могилёвской области Республики Беларусь.

## Население
- 2010 год — 7 человек